# Вибори в Республіці Сербській
Вибори в Республіці Сербській поділяються на національні та регіональні. Проводяться у відповідності з конституцією та виборчим законодавством Республіки Сербської, а також Боснії і Герцеговини.
На республіканському рівні обираються президент Республіки Сербської і депутати вищого законодавчого і конституційного органу — Народної скупщини Республіки Сербської.